# کوییز آو کینگز
کوییز آو کینگز (Quiz of Kings) یک بازی آنلاین در سبک کلمات و دانستنی ساخت شرکت دانش پروران امیرکبیر می‌باشد. این بازی در لیگ بازی‌های رایانه‌ای ایران که توسط بنیاد ملی بازی‌های رایانه‌ای در سال ۱۳۹۶ و ۱۳۹۷ برگزار شد، پرمخاطب‌ترین بازی در مسابقات انتخاب شده و جایزهٔ ویژهٔ این مسابقات به نفرات برتر این بازی تعلق گرفت.

## افتخارات
- برترین بازی سال ۹۵ و ۹۶ (کلمات و دانستنی) از دید داوران و از دید مردم و برترین بازی سال ۹۷ (کلمات و دانستنی) از دید مردم در جشنواره وب و موبایل ایران[۳]
- بهترین بازی مردمی سال ۹۵ در ششمین جشنواره بازی‌های رایانه‌ای[۴]
- بازی سال ۹۷ در بخش بهترین به‌روزرسانی از دید مردم در هشتمین جشنواره بازی‌های رایانه‌ای[۵]